# Ľuboš Kamenár
Ľuboš Kamenár (* 17. června 1987, Trnava) je slovenský fotbalový brankář a bývalý reprezentant, od července 2017 hráč klubu Vasas SC.
Mimo Slovensko působil na klubové úrovni ve Francii, Turecku, České republice, Skotsku, Maďarsku a Polsku.

## Klubová kariéra
Je talentovaným odchovancem Spartaku Trnava, jako hráč má za sebou 25 mezistátních zápasů v dorosteneckém drese Slovenska. Smlouvu s Artmedií měl původně na tři roky. Brankářskou jedničkou Artmedie se stal v sezóně 2007/08, kdy se vypracoval po boku zkušeného Juraje Čobeje. V roce 2009 odešel do zahraničí, působil ve Francii, Turecku, České republice a Skotsku.
V sezóně 2012/13 vyhrál s maďarským týmem Győri ETO ligový titul, celkem čtvrtý v historii klubu a první po 30 letech. S klubem se představil v Evropské lize UEFA 2014/15. Ve úvodním domácím utkání 2. předkola 17. července 2014 inkasoval tři góly od švédského týmu IFK Göteborg, Győr prohrál 0:3.
V červenci 2015 se vrátil na Slovensko a podepsal jako volný hráč roční smlouvu s klubem FC Spartak Trnava. Po roce mu vypršela smlouva a Kamenár podepsal kontrakt do roku 2018 s polským klubem Śląsk Wrocław ze Slezska.
V červenci 2017 se dohodl na tříletém kontraktu s maďarským klubem Vasas SC z Budapešti.

## Reprezentační kariéra
V reprezentačním A-týmu Slovenska debutoval 11. 10. 2008 v kvalifikačním utkání v Serravalle proti San Marinu (výhra 3:1). Druhý a poslední zápas ve slovenském národním týmu odchytal 17. 11. 2009 v Žilině proti Chile (přátelsky, prohra 1:2).

### Reprezentační zápasy
Zápasy Ľuboše Kamenára v A-mužstvu Slovenska
| Rok    | Zápasy | Góly |
| ------ | ------ | ---- |
| 2008   | 1      | 0    |
| 2009   | 1      | 0    |
| Celkem | 2      | 0    |